# 14-й егерский полк

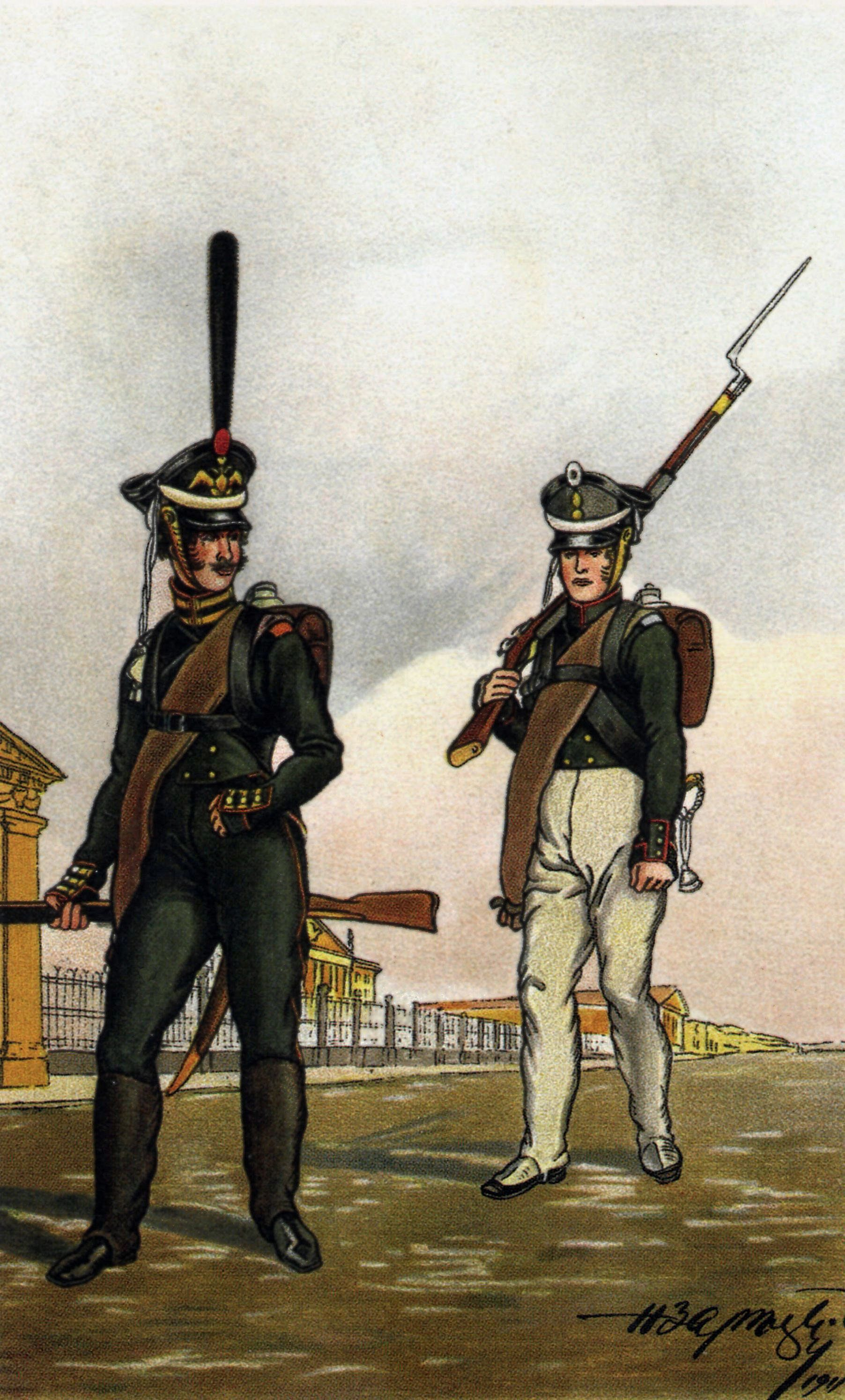
Карабинер Егерского лейб-гвардии полка (зимняя форма одежды, слева) и егерь 14-го егерского полка (летняя форма одежды), 1812 год.

14-й егерский полк — формирование (воинская часть, егерский полк) лёгкой пехоты Русской армии Вооружённых сил Российской империи. 

## Формирование полка
Полк сформирован 17 мая 1797 году как 15-й егерский полк, в 1800 году поименован 14-м егерским, 3 апреля 1814 года переименован в 14-й гренадерский егерский и 30 августа следующего года — в 4-й карабинерный полк. 28 января 1833 года полк был упразднён и по полтора его батальона были присоединены к Екатеринославскому и Московскому гренадерским полкам. Старшинство полка сохранено не было.

## Дислокация
В 1820 году — Рожественск. Второй батальон в Вознесенске при поселенной Бугской уланской дивизии.  

## Кампании полка
Оба действующие батальона состояли в 15-й пехотной дивизии корпуса Маркова 3-й обсервационной армии, затем эта дивизия поступила в состав 2-го корпуса Дунайской армии. Гренадерская рота 2-го батальона входила в состав сводно-гренадерской бригады корпуса Каменского 3-й Западной армии; запасной батальон поступил в корпус Остен-Сакена, а оттуда был направлен во 2-й резервный корпус Эртеля, с которым вошёл в состав Дунайской армии.

## Знаки отличия полка
14-й егерский полк из знаков отличия имел:
- знаки на головные уборы для нижних чинов с надписью «За отличие», пожалованные 13 апреля 1813 году за подвиги во время Отечественной войны 1812 года; эти знаки были сохранены в Екатеринославском и Московском гренадерских полках.

## Шефы полка
Шефы или почётные командиры полка:
- 17.01.1799 — 15.12.1800 — генерал-майор Драшкович, Семён Егорович
- 15.12.1800 — 01.07.1812 — полковник (с 01.11.1804 генерал-майор) Штедер, Иван Иванович
- 13.01.1813 — 01.09.1814 — полковник (с 11.01.1814 генерал-майор) Красовский, Афанасий Иванович

## Командиры полка
- 17.05.1797 — 27.11.1798 — подполковник (с 23.09.1797 полковник, с 20.08.1798 генерал-майор) Куприн, Андрей Дмитриевич
- 27.11.1798 — 17.01.1799 — генерал-майор Драшкович, Семён Егорович
- 28.04.1799 — 17.12.1802 — подполковник (с 08.06.1800 полковник) Алексополь, Фёдор Пантелеевич
- 04.08.1803 — 12.10.1803 — полковник Загорский, Тимофей Дмитриевич
- 14.03.1804 — 20.06.1804 — полковник Полчанинов, Егор Осипович
- 20.06.1804 — 29.01.1810 — подполковник (с 10.07.1805 полковник) Книпер, Фёдор Евстафьевич
- 01.01.1812 — 13.01.1813 — подполковник (с 18.01.1812 полковник) Красовский, Афанасий Иванович
- 12.01.1814 — 01.06.1815 — подполковник (с 03.01.1815 полковник) Букинский, Иван Степанович
- 01.06.1815 — 27.12.1815 — подполковник Соколов, Василий Иванович
- 27.12.1815 — 30.08.1822 — полковник Отрощенко, Яков Осипович
- 05.01.1823 — 06.12.1826 — полковник Толмачёв, Афанасий Емельянович
- 06.12.1826 — 06.04.1830 — полковник Бушен, Христиан Николаевич

## Известные люди, служившие в полку
- Бестужев, Александр Александрович — писатель.